# Treat Williams
Treat Williams, eredeti neve: Richard Williams (Rowayton, Connecticut, 1951. december 1. – Albany, New York, 2023. június 12.) amerikai színész.

## Élete és pályafutása
A Connecticut állambeli Rowayton városkában született, s futballösztöndíjasként jutott be a Franklin and Marshall Főiskolára. Itt ismerkedett meg a színjátszással, s pályáját a Fulton Repertory Troupe neves társulatában folytatta. Kiváló hangi adottságainak köszönhetően gyakorta tűnt fel musicalekben és zenés darabokban; 1976-os Broadway-debütálása is egy ilyen darabhoz, a Grease-hez fűződik. 1979-ben Miloš Forman Hairjével vált világhírűvé.
Az 1980-as években hivatásos pilótaként dolgozott. Részt vett népszerű, ám kevésbé emlékezetes mozikban (D.B. Cooper üldözése). A későbbiekben is szívesen vállalt munkát népszerű műfajokban mint pl. A fantom, illetve Gyulladáspont, A vágy villamosa, a Leszámolás Denverben, ahol partnerei voltak Andy García, Christopher Walken, Steve Buscemi és Christopher Lloyd is.
2023. június 12-én a Vermont Route 30-on motorozott, amikor egy autó elgázolta. Kórházba szállítását követően elhunyt.

## Filmográfia

### Film
| Év   | Magyar cím                                 | Eredeti cím                                    | Szerep                                        | Magyar hang          |
| ---- | ------------------------------------------ | ---------------------------------------------- | --------------------------------------------- | -------------------- |
| 1975 |                                            | Deadly Hero                                    | Billings                                      |                      |
| 1976 | Ritz fürdőház                              | The Ritz                                       | Michael Brick                                 | Rudolf Péter         |
| 1976 | Maraton életre-halálra                     | Marathon Man                                   | Central Park-i futó                           |                      |
| 1976 | A sas leszállt                             | The Eagle Has Landed                           | Harry Clark százados                          | Rátóti Zoltán        |
| 1976 | A sas leszállt                             | The Eagle Has Landed                           | Harry Clark százados                          | Selmeczi Roland      |
| 1979 | Hair                                       | Hair                                           | George Berger                                 | Csankó Zoltán        |
| 1979 | Hair                                       | Hair                                           | George Berger                                 | Viczián Ottó         |
| 1979 | Hair                                       | Hair                                           | George Berger                                 | Damu Roland          |
| 1979 | Meztelenek és bolondok                     | 1941                                           | Chuck 'Stretch' Sitarski tizedes              | Balkay Géza          |
| 1979 | Meztelenek és bolondok                     | 1941                                           | Chuck 'Stretch' Sitarski tizedes              | Varga Gábor          |
| 1980 | Star Wars V. rész – A Birodalom visszavág  | The Empire Strikes Back                        | katona az Echo bázison / katona Felhővárosban | nem szólal meg       |
| 1980 |                                            | Why Would I Lie?                               | Cletus                                        |                      |
| 1981 | A város hercege                            | Prince of the City                             | Daniel Ciello                                 | Koroknay Géza        |
| 1981 | A város hercege                            | Prince of the City                             | Daniel Ciello                                 | Selmeczi Roland      |
| 1981 | D. B. Cooper üldözése                      | The Pursuit of D. B. Cooper                    | D. B. Cooper                                  | Bubik István         |
| 1981 | D. B. Cooper üldözése                      | The Pursuit of D. B. Cooper                    | D. B. Cooper                                  | Lux Ádám             |
| 1983 |                                            | Stangata napoletana                            | Ferdinando                                    |                      |
| 1984 | Volt egyszer egy Amerika                   | Once Upon a Time in America                    | James Conway O'Donnell                        | Csankó Zoltán        |
| 1984 | Gyulladáspont                              | Flashpoint                                     | Ernie Wyatt                                   | Rékasi Károly        |
| 1985 | Sima száj                                  | Smooth Talk                                    | Arnold Friend                                 | Selmeczi Roland      |
| 1986 | Férfiak klubja                             | The Men's Club                                 | Terry                                         |                      |
| 1988 | Édes hazugságok                            | Sweet Lies                                     | Peter                                         | Tarján Péter         |
| 1988 | A cápák éjszakája                          | La notte degli squali                          | David Ziegler                                 | Barabás Kiss Zoltán  |
| 1988 |                                            | Russicum - I giorni del diavolo                | Mark Hendrix                                  |                      |
| 1988 | Nyugodjak békében                          | Dead Heat                                      | Roger Mortis nyomozó                          | Felföldi László      |
| 1989 | Ébredő szívek                              | Heart of Dixie                                 | Hoyt Cunningham                               | Haás Vander Péter    |
| 1990 | A tengeren túl                             | Oltre l'oceano                                 | Christopher                                   |                      |
| 1993 |                                            | Where the Rivers Flow North                    | Champ menedzsere                              |                      |
| 1994 | Két fivér egy zsákban                      | Hand Gun                                       | George McCallister                            | Selmeczi Roland      |
| 1995 | Leszámolás Denverben                       | Things to Do in Denver When You're Dead        | Bill 'Critical Bill'                          | Németh Gábor         |
| 1996 | Mulholland – Gyilkos negyed                | Mulholland Falls                               | Nathan Fitzgerald ezredes                     | Sörös Sándor         |
| 1996 | Fantom                                     | The Phantom                                    | Xander Drax                                   | Szabó Sipos Barnabás |
| 1997 | Az ördög maga                              | The Devil's Own                                | Billy Burke                                   | Rosta Sándor         |
| 1997 | Az ördög maga                              | The Devil's Own                                | Billy Burke                                   | Sörös Sándor         |
| 1998 | Kísértethajó                               | Deep Rising                                    | John Finnegan                                 | Haás Vander Péter    |
| 1998 | A félelmek iskolája 2. – Beépülve          | The Substitute 2: School's Out                 | Karl Thomasson                                | Széles Tamás         |
| 1999 | Tíz elveszett év                           | The Deep End of the Ocean                      | Pat Cappadora                                 | Kőszegi Ákos         |
| 1999 | A félelmek iskolája 3. – Dupla vagy semmi  | The Substitute 3: Winner Takes All             | Karl Thomasson                                | Széles Tamás         |
| 2001 | Kritikus tömeg                             | Critical Mass                                  | Mike Jeffers                                  | Kőszegi Ákos         |
| 2001 | Titkos fegyver                             | Crash Point Zero                               | Jason Ross ügynök                             | Rosta Sándor         |
| 2001 |                                            | Skeletons in the Closet                        | Will                                          |                      |
| 2001 | A félelmek iskolája 4. – A vér kötelez     | The Substitute: Failure Is Not an Option       | Karl Thomasson                                |                      |
| 2001 | Piton 2.                                   | Venomous                                       | Dr. David Henning                             | Dörner György        |
| 2002 | Hurrikán zóna                              | Gale Force                                     | Sam Garrett                                   | Bognár Tamás         |
| 2002 | Hollywoodi történet                        | Hollywood Ending                               | Hal                                           | Dörner György        |
| 2002 | Titkos társaság                            | The Circle                                     | Spencer Runcie                                | Csernák János        |
| 2005 | Beépített szépség 2. – Csábítunk és védünk | Miss Congeniality 2: Armed and Fabulous        | Walter Collins FBI igazgatóhelyettes          | Dunai Tamás          |
| 2007 | Tuti üzlet                                 | Moola                                          | Luis Gordon                                   |                      |
| 2007 | A rejtekhely                               | Il nascondiglio                                | Amy atya                                      | Sörös Sándor         |
| 2008 | Míg a jackpot el nem választ               | What Happens in Vegas                          | Jack Fuller Sr.                               | Csankó Zoltán        |
| 2010 | Üvöltés                                    | Howl                                           | Mark Schorer                                  | Csankó Zoltán        |
| 2010 | 127 óra                                    | 127 Hours                                      | Larry Ralston                                 |                      |
| 2010 |                                            | L'estate di Martino                            | Jeff Clark százados                           |                      |
| 2011 | Egy kis Mennyország                        | A Little Bit of Heaven                         | Jack Corbett                                  | Rosta Sándor         |
| 2011 |                                            | Taiheiyou no kiseki: Fokkusu to yobareta otoko | Wessinger ezredes                             |                      |
| 2011 |                                            | Maskerade                                      | Mr. Tucker                                    |                      |
| 2012 |                                            | Attack of the 50 Foot Cheerleader              | Dr. Grey                                      |                      |
| 2012 | Kelepce                                    | Deadfall                                       | Marshall T. Becker seriff                     | Rosta Sándor         |
| 2013 | Ritka virágok                              | Reaching for the Moon                          | Robert Lowell                                 |                      |
| 2014 |                                            | Barefoot                                       | Mr. Wheeler                                   |                      |
| 2014 | Kontroll nélkül                            | In the Blood                                   | Robert Grant                                  | Sörös Sándor         |
| 2014 | Manila hadművelet                          | Operation Rogue                                | Hank Wallace tábornok                         |                      |
| 2016 |                                            | The Congressman                                | Charlie Winship                               |                      |
| 2018 |                                            | The Etruscan Smile                             | Frank Barron                                  |                      |
| 2018 | Álommeló                                   | Second Act                                     | Anderson Clarke                               | Sörös Sándor         |
| 2019 |                                            | The Great Alaskan Race                         | Dr. Welch                                     |                      |
| 2019 | Amit nem akarsz tudni a szüleidről         | Drunk Parents                                  | Dan Henderson                                 | Jakab Csaba          |
| 2020 |                                            | Run Hide Fight                                 | Tarsy seriff                                  |                      |
| 2020 | Dolly Parton: Karácsony a kisváros terén   | Dolly Parton's Christmas on the Square         | Carl                                          |                      |
| 2021 | A győztes lelenc csapat                    | 12 Mighty Orphans                              | Amon Carter                                   |                      |
| 2023 |                                            | American Outlaws                               | Jameison R. Donovan ügynök                    |                      |

### Televízió
- Heartland (2007)
- Testvérek (2006)
- Everwood (2002-2006)
- Titkos fegyver (2000)
- Filmrendező portrék: Miloš Forman (1999) szereplő
- Utazás a Föld középpontja felé (1999)
- 36 óra a halálig (1999)
- Menekülés Szaúd-Arábiából (1998)
- A gonosz árnyékában (1995)
- Johnny és lánya (1994)
- A szerelem láncai (1993)
- Fogadkozások és hazugságok (Széttört ígéretek) (1992)
- Max és Helen (1990)